# ロバート・ブラウニング
ロバート・ブラウニング（Robert Browning, 1812年5月7日 - 1889年12月12日）は、イギリスの詩人。エリザベス・バレット・ブラウニングの夫であり、彫刻家ロバート・バレット・ブラウニングの父。
ロンドン郊外の裕福な家庭に生まれ、蔵書家の父と音楽家の母の薫陶を受け、当時の上流階級の慣習から正規の学校教育を受ける機会はわずかであった。12歳で詩集を作り、14歳でギリシア語・ラテン語をマスターし、古典を耽読した。21歳から詩や戯曲を発表したが、あまりにも難解だった。1846年、34歳のとき6歳年上の女性詩人エリザベス・バレットと結婚するも、岳父の反対によってフィレンツェに移住する。愛妻の死後にロンドンに戻る。55歳のとき、17世紀ローマで起きた現実の殺人事件をめぐって、10人の異なる証言で構成した壮大な物語詩『指輪と本』を発表、ようやく当代一流の詩人と認められるに至った。晩年にヨーロッパを渡り歩いた末にイタリアに戻り、最後の詩集が刊行された日にヴェネツィアで客死。ウェストミンスター寺院南翼廊の、アルフレッド・テニスンの隣に埋葬されている。
代表作としては劇詩「ピッパが通る Pippa Passes」（1841年）が挙げられ、特にその一節「"God's in his heaven. All's right with the world.（神、そらに知ろしめす。すべて世は事も無し）」が広く知られる。

## 日本での評価
上田敏の訳詩集『海潮音』（1905年）の中で愛誦される詩の一つに、ブラウニング「春の朝」（はるのあした）がある。
時は春、

日は朝（）、

朝は七時（）、

片岡に露みちて、

揚雲雀（）なのりいで、

蝸牛（）枝に這ひ、

神、そらに知ろしめす。

すべて世は事も無し。
8行の平易な詩句とのびやかで肯定的な主題は、上田敏の心地よい韻律の名訳とあいまって、広く親しまれてきた。しかしこれは独立した短詩ではなく、『ピッパが通る』という長編劇詩の一節である。1年1度の休日にピッパが「アソロで最も幸せな4人」と思っている家の前を通る。そのうちの一人オッティマはピッパの工場のオーナー夫人で情夫と結託して夫を殺したところで2人は口論中だった。ピッパの屈託のない歌声と詩の内容に情夫は心を動かされ、犯した罪の重さを悔やむ。その傍を通る少女ピッパのうたう歌詞である。
作家 夏目漱石も愛した詩人で、『三四郎』（1908年）には与次郎がさかんに連発する「ダーターファブラ」という謎めいた言葉は初出はホラティウスのラテン語句〈de te fabula〉（与次郎はギリシャ語と主張）で、「君の話だ、他人事ではない」というほどの意味で、漱石はブラウニングの「騎馬像と胸像」"The Statue and the Bust"という詩から引用した。互いにひかれ合いながら一歩をふみだす勇気がなく、秘めた想いを銅像に封じ込めた貴族と人妻の恋を諷刺的に描いた物語詩で、三四郎と美禰子にとってはまさに「他人事ではない」。
上田敏は、『三四郎』の約1年後に発表した小説『うづまき』において、この詩を重要なモチーフとして用い、詳しく内容を紹介した。
漱石の弟子芥川龍之介は自ら「ブラウニング信者」と称し、ブラウニングの『指輪と本』を意識的に下敷きにして『藪の中』（1922年）を書いたとされる。

## 関連書籍
- 黒羽茂子『ブラウニング『指輪と本』を読み解く』時潮社、2010年
- 富士川義之 編『対訳 ブラウニング詩集』岩波文庫〈イギリス詩人選6〉、2005年